# Hockey sur glace aux Jeux olympiques de 1988
Navigation
Sarajevo 1984 Albertville 1992
Le tournoi de hockey sur glace des Jeux olympiques d'hiver de 1988 de Calgary s'est déroulé du 13 au 28 février et fut remporté par l'équipe d'URSS.

## Formule
Les trois premiers de chaque groupe sont qualifiés pour le tour final. Dans celui-ci, seuls les résultats des équipes s'étant rencontrées lors du premier tour sont conservés.
Le premier de ce classement est déclaré champion olympique, le deuxième remporte la médaille d'argent, le suivant la médaille de bronze.

## Qualification
Les huit nations du Mondial A du Championnat du monde de 1987 sont qualifiées pour les Jeux, incluant le Canada pays hôte. Les trois meilleures nations du Mondial B à l'issue du championnat sont également qualifiées. La douzième place est déterminée à l'issue d'un match de barrage aller-retour entre la France (4e Mondial B) et le Japon (1er Mondial C).
| 6 avril 1987 | France | 7-4 (1-1, 4-2, 2-1) | Japon | Ratingen, Allemagne de l'Ouest |

| 7 avril 1987 | France | 2-3 (1-1, 1-2, 0-0) | Japon | Ratingen, Allemagne de l'Ouest |

Pays qualifiés pour la compétition :
| - Canada (hôte) - Suède (Mondial A) - Union soviétique (Mondial A) - Tchécoslovaquie (Mondial A) - Finlande (Mondial A) - Allemagne de l'Ouest (Mondial A) | - États-Unis (Mondial A) - Suisse (Mondial A) - Pologne (1er Mondial B) - Norvège (2e Mondial B) - Autriche (3e Mondial B) - France (Qualification) |

Les autres équipes non qualifiées participent au trophée Thayer Tutt.

## 1ertour

### Groupe A
- 14 février
  - Canada 1-0 Pologne
  - Suède 13-2 France
  - Suisse 2-1 Finlande
- 16 février
  - Canada 4-2 Suisse
  - Suède 1-1 Pologne
  - Finlande 10-1 France
- 18 février
  - Finlande 3-1 Canada
  - Pologne 0-2 France[Note 1]
  - Suède 4-2 Suisse
- 20 février
  - Canada 9-5 France
  - Finlande 3-3 Suède
  - Suisse 4-1 Pologne
- 22 février
  - Canada 2-2 Suède
  - Finlande 5-1 Pologne
  - Suisse 9-0 France

| Clt   | Équipe   | PJ | V | D | N | BP | BC | Diff | Pts |
| ----- | -------- | -- | - | - | - | -- | -- | ---- | --- |
| +001, | Finlande | 5  | 3 | 1 | 1 | 22 | 8  | 14   | 7   |
| +002, | Suède    | 5  | 2 | 0 | 3 | 23 | 10 | 13   | 7   |
| +003, | Canada   | 5  | 3 | 1 | 1 | 17 | 12 | 5    | 7   |
| +004, | Suisse   | 5  | 3 | 2 | 0 | 19 | 10 | 9    | 6   |
| +005, | Pologne  | 5  | 0 | 4 | 1 | 3  | 13 | -10  | 1   |
| +006, | France   | 5  | 1 | 4 | 0 | 10 | 41 | -31  | 0   |

- Qualifié pour la phase finale

1. ↑  La Pologne remporte le match 6-2 mais est privée de sa victoire après le test positif de l'un de ses joueurs. La France est déclarée victorieuse sur le score de 2-0 mais ne marque pas de points.

### Groupe B
- 13 février
  - Allemagne de l'Ouest 2-1 Tchécoslovaquie
  - URSS 5-0 Norvège
  - États-Unis 10-6 Autriche
- 15 février
  - Allemagne de l'Ouest 7-3 Norvège
  - URSS 8-1 Autriche
  - Tchécoslovaquie 7-5 États-Unis
- 17 février
  - Allemagne de l'Ouest 3-1 Autriche
  - Tchécoslovaquie 10-1 Norvège
  - URSS 7-5 États-Unis
- 19 février
  - Tchécoslovaquie 4-0 Autriche
  - URSS 6-3 Allemagne de l'Ouest
  - États-Unis 6-3 Norvège
- 21 février
  - URSS 6-1 Tchécoslovaquie
  - Autriche 4-4 Norvège
  - Allemagne de l'Ouest 4-1 États-Unis

| Clt   | Équipe               | PJ | V | D | N | BP | BC | Diff | Pts |
| ----- | -------------------- | -- | - | - | - | -- | -- | ---- | --- |
| +001, | Union soviétique     | 5  | 5 | 0 | 0 | 32 | 10 | 22   | 10  |
| +002, | Allemagne de l'Ouest | 5  | 4 | 1 | 0 | 19 | 12 | 7    | 8   |
| +003, | Tchécoslovaquie      | 5  | 3 | 2 | 0 | 23 | 14 | 9    | 6   |
| +004, | États-Unis           | 5  | 2 | 3 | 0 | 27 | 27 | 0    | 4   |
| +005, | Autriche             | 5  | 0 | 4 | 1 | 12 | 29 | -17  | 1   |
| +006, | Norvège              | 5  | 0 | 4 | 1 | 11 | 32 | -21  | 1   |

- Qualifié pour la phase finale

## Phase finale
Les résultats du premier tour entre les équipes qualifiées sont prises en compte pour le classement final.
- 24 février
  - URSS 5-0 Canada
  - Suède 6-2 Tchécoslovaquie
  - Finlande 8-0 Allemagne de l'Ouest
- 26 février
  - Canada 8-1 Allemagne de l'Ouest
  - Tchécoslovaquie 5-2 Finlande
  - URSS 7-1 Suède
- 27 février
  - Canada 6-3 Tchécoslovaquie
- 28 février
  - Suède 3-2 Allemagne de l'Ouest
  - Finlande 2-1 URSS

| Clt   | Équipe               | PJ | V | D | N | BP | BC | Diff | Pts |
| ----- | -------------------- | -- | - | - | - | -- | -- | ---- | --- |
| +001, | Union soviétique     | 5  | 4 | 1 | 0 | 25 | 7  | 18   | 8   |
| +002, | Finlande             | 5  | 3 | 1 | 1 | 18 | 10 | 8    | 7   |
| +003, | Suède                | 5  | 2 | 1 | 2 | 15 | 16 | -1   | 6   |
| +004, | Canada               | 5  | 2 | 2 | 1 | 17 | 14 | 3    | 5   |
| +005, | Allemagne de l'Ouest | 5  | 1 | 4 | 0 | 8  | 26 | -18  | 2   |
| +006, | Tchécoslovaquie      | 5  | 1 | 4 | 0 | 12 | 22 | -10  | 2   |

- Médaille d'or
- Médaille d'argent
- Médaille de bronze

## Bilan
7e médaille d'or pour l'URSS qui gagne son premier tournoi olympique en Amérique du Nord, seul endroit où elle avait échoué jusque-là. La Finlande réalise l'exploit en décrochant la médaille d'argent, elle qui n'était jamais montée sur le podium auparavant.

### Meilleurs pointeurs
Pour les significations des abréviations, voir Statistiques du hockey sur glace.
| Clt | Nom                  | PJ | B | A | Pts | Pun |
| --- | -------------------- | -- | - | - | --- | --- |
| 1   | Vladimir Kroutov     | 8  | 6 | 9 | 15  | 0   |
| 2   | Igor Larionov        | 8  | 4 | 9 | 13  | 4   |
| 3   | Viatcheslav Fetissov | 8  | 4 | 9 | 13  | 6   |
| 4   | Corey Millen         | 6  | 6 | 5 | 11  | 4   |
| 5   | Dušan Pašek          | 8  | 6 | 5 | 11  | 8   |
| 6   | Sergueï Makarov      | 8  | 3 | 8 | 11  | 10  |
| 7   | Erkki Lehtonen       | 8  | 4 | 6 | 10  | 2   |
| 8   | Anders Eldebrink     | 8  | 4 | 6 | 10  | 4   |
| 9   | Igor Liba            | 8  | 4 | 6 | 10  | 8   |
| 10  | Gerd Truntschka      | 8  | 3 | 7 | 10  | 10  |
| 11  | Raimo Helminen       | 7  | 2 | 8 | 10  | 4   |
| 12  | Serge Boisvert       | 8  | 7 | 2 | 9   | 2   |
| 13  | Antonín Stavjaňa     | 8  | 4 | 5 | 9   | 4   |
| 14  | Marc Habscheid       | 8  | 5 | 3 | 8   | 6   |
| 15  | Jörg Eberle          | 6  | 5 | 3 | 8   | 6   |

### Classement final
1er :  Union soviétique
2e  :  Finlande
3e  :  Suède
4e  :  Canada
5e  :  Allemagne de l'Ouest
6e  :  Tchécoslovaquie
7e  :  États-Unis
8e  :  Suisse
9e  :  Autriche
10e :  Pologne
11e :  France
12e :  Norvège

### Médaillés
| Or : | Argent : | Bronze : |
| Union soviétique | Finlande | Suède |
| Ilia Biakine Igor Stelnov Viatcheslav Fetissov Alekseï Goussarov Alekseï Kassatonov Sergueï Starikov Viatcheslav Bykov Sergueï Iachine Valeri Kamenski Sergueï Svetlov Aleksandr Tchiornykh Andreï Khomoutov Igor Larionov Andreï Lomakine Sergueï Makarov Aleksandr Moguilny Anatoli Semionov Aleksandr Kojevnikov Igor Kravtchouk Vitālijs Samoilovs Sergueï Mylnikov Ievgueni Belocheïkine | Timo Blomqvist Kari Eloranta Jyrki Lumme Jukka Virtanen Arto Ruotanen Reijo Ruotsalainen Kai Suikkanen Raimo Helminen Iiro Järvi Esa Keskinen Erkki Lehtonen Reijo Mikkolainen Janne Ojanen Timo Susi Pekka Tuomisto Teppo Numminen Jari Torkki Jukka Tammi Jarmo Myllys | Peter Andersson Anders Eldebrink Lars Ivarsson Lars Karlsson Mats Kihlström Tommy Samuelsson Mikael Andersson Bo Berglund Jonas Bergqvist Peter Eriksson Michael Hjälm Mikael Johansson Lars Molin Lars-Gunnar Pettersson Thomas Rundqvist Ulf Sandström Håkan Södergren Jens Öhling Thom Eklund Peter Åslin Anders Bergman Peter Lindmark |